# Congiura degli Eguali

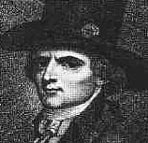
Gracco Babeuf, ispiratore della Congiura degli Eguali

La congiura degli Eguali, detta anche cospirazione degli Eguali (in francese Conjuration des Égaux) fu una cospirazione organizzata in Francia nel maggio 1796 dalla società degli Eguali contro il Direttorio, che, tuttavia, fallì completamente. Aveva lo scopo di abolire la proprietà privata, sostenendo esplicitamente che i frutti della terra appartengono a tutti, in modo da far scomparire ogni differenza sociale fra gli uomini.

## Il contesto storico
Con la costituzione repubblicana dell'anno III, repubblicani moderati e monarchici costituzionali trovano un accordo, impedendo la ripresa politica della democrazia e dell'aristocrazia. I termidoriani tolgono il maximum, che era un'azione di calmieramento, ripristinando la libertà di commercio e istituendo un suffragio basato sul censo. Seguono una linea liberale.

## La congiura
Tuttavia il movimento democratico ebbe un sussulto con la Rivolta degli Eguali nel 1796, guidata da Gracco Babeuf, Filippo Buonarroti e Augustin Darthé.
Gli Eguali insorsero per instaurare la “reale uguaglianza".
La loro visione politica era incentrata sulla sovranità popolare e sulla democrazia diretta. Si rifecero, però, anche a Rousseau, con il quale condividevano la visione di uno Stato che ponesse le basi per una ridistribuzione della ricchezza, riformando profondamente  l'apparato statale. Tuttavia volevano abolire anche l'ultimo tassello della disuguaglianza umana: la proprietà privata.

## Il manifesto degli Uguali

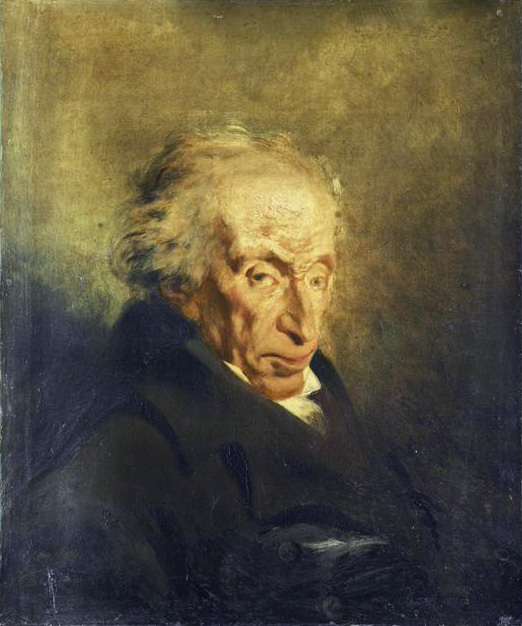
Filippo Buonarroti

Babeuf pensa che la rivoluzione degli uguali debba andare oltre l'orizzonte politico entro il quale si era limitato il movimento dell'89. Il pensiero di Babeuf era che la rivoluzione francese fosse l'avanguardia di una rivoluzione più grande: la congiura degli uguali, da lui chiamata l'ultima rivoluzione.
Nonostante alcune similitudini con il comunismo, il concetto era tuttavia diverso da quello espresso successivamente da Marx. Mancavano infatti le condizioni sociali ed economiche che si creeranno con lo sviluppo di industrie e con le masse operaie.
Il diritto principale per gli Eguali non era quello della proprietà privata, ma il diritto dell'esistenza.
(Filippo Buonarroti, Cospirazione per l'uguaglianza detta di Babeuf, 1828)
Gerarchicamente era così divisa:
- al vertice vi era un gruppo dirigente, chiamato direttorio segreto. Questo era l'unico a conoscere completamente il programma rivoluzionario.
- sotto vi erano gli agenti rivoluzionari e gli agenti militari

infine i sostenitori del progetto: democratici, patrioti e sezioni popolari.
Il direttorio segreto manifestava alcuni punti del progetto rivoluzionario solo ai democratici e ai patrioti ma non alle sezioni popolari, che servivano solo come forza d'appoggio.
In caso di vittoria i rivoluzionari avrebbero preso il potere. Comunque ci sarebbe stato bisogno di un periodo di dittatura composta da una minoranza rivoluzionaria.
Questa solo poteva garantire la messa in atto dei nuovi ideali; successivamente si sarebbe tornati ad una repubblica a suffragio universale.

## Esito
La cospirazione fu denunciata alla polizia a pagamento da uno dei suoi leader, Georges Grisel. Di fronte alla repressione che si scatenò sui circoli democratici di Parigi, molti dei cospiratori tentarono di provocare una rivolta rivolgendosi ai soldati del 21º Reggimento di dragoni, che erano accampati a Grenelle. Il Direttorio, il 2 maggio 1796, aveva già ordinato il disarmo di una legione di polizia, ritenuta sensibile alla propaganda babouvista; l'ultimo numero della Tribune era apparso il 24 aprile, ma René-François Lebois sull'Ami du peuple continuò  ad incitare i soldati alla rivolta.
Il giorno prima della rivolta, fissata per il 22 Floreale dell'anno IV (11 maggio 1796), Babeuf, che aveva assunto lo pseudonimo di Tissot, fu arrestato; molti dei suoi furono catturati dalla polizia per ordine di Lazare Carnot: tra questi c'erano Augustin Alexandre Darthé e Filippo Buonarroti, ex membri della Convenzione Nazionale, Robert Lindet, Jean-Pierre-André Amar, Marc-Guillaume Alexis Vadier e Jean-Baptiste Drouet (famoso come il direttore delle poste di Sainte-Menehould che aveva arrestato Luigi XVI durante il passaggio di quest'ultimo a Varennes, e ora membro del Consiglio del Cinquecento); in totale 245 mandati di arresto furono emessi da Carnot che intendeva porre fine alle richieste di uguaglianza.
Il processo a Babeuf e ai suoi complici fu fissato dinanzi all'alta corte di giustizia, di recente costituzione, a Vendôme. Il 10 e l'11 fruttidoro (27 agosto e 28 agosto 1796), quando i prigionieri furono allontanati da Parigi, ci furono tentativi di liberarli, ma furono facilmente sbaragliati. Il tentativo di cinque o seicento giacobini (7 settembre 1796) di sollevare i soldati a Grenelle non ebbe successo, lasciando sul terreno circa 20 morti, 132 catturati e molti altri feriti.
Il processo a Babeuf e agli altri, iniziato a Vendôme il 20 febbraio 1797, durò due mesi. Il 26 maggio 1797 Babeuf e Darthé furono condannati a morte e ghigliottinati, fianco a fianco, a Vendôme, il giorno dopo, senza appello. Alcuni prigionieri, tra cui Buonarroti e Germain, furono esiliati; gli altri, tra cui Vadier e alcuni montagnardi, furono assolti. Drouet riuscì a fuggire, secondo Paul Barras con la connivenza del Direttorio.
Buonarroti, destinato all'esilio perpetuo, si stabilì a Ginevra, Bruxelles e, negli ultimi anni, clandestino, a Parigi. Fino all'anno della morte, 1837, continuò, indefettibile, l'attività cospirativa, fondando diverse società segrete e facendo opera di proselitismo. Del resto, è stato sostenuto che "la cospirazione di Babeuf s'inserisce così anche nella più vasta storia della rivoluzione francese all'estero e del giacobinismo europeo. Lo stato maggiore del giacobinismo italiano era già divenuto politicamente maturo ad Oneglia, a diretto contatto con l'opera politica ed amministrativa del Buonarroti (...) Scoperta la cospirazione, il lavorio giacobino di quei mesi non cadde del tutto nel nulla e la repubblica di Alba, nell'aprile-maggio 1796, fu l'opera dei collaboratori italiani del Buonarroti".
Gli Eguali sopravvissero in clandestinità alla morte di Babeuf e alle elezioni legislative del 1799, vinte dai giacobini del Club del Maneggio, riuscirono a presentare delle liste, ottenendo il 6 % dei voti ed eleggendo 45 deputati al Consiglio dei Cinquecento, poco dopo abolito da Napoleone quando abbatté il Direttorio con il colpo di Stato del 18 brumaio.